# Lysgårdsbakken
Lysgårdsbakken is een skischans die wordt gebruikt voor schansspringen in Lillehammer in Noorwegen.
Hij wordt gebruikt voor skispringen (K90, K120), het Nordic Tournament en is gebruikt bij de opening van de Olympische Winterspelen 1994. Het stadion heeft plaats voor circa 40.000 bezoekers en is gebouwd in 1993. De schans maakt deel uit van het Olympisch Park.

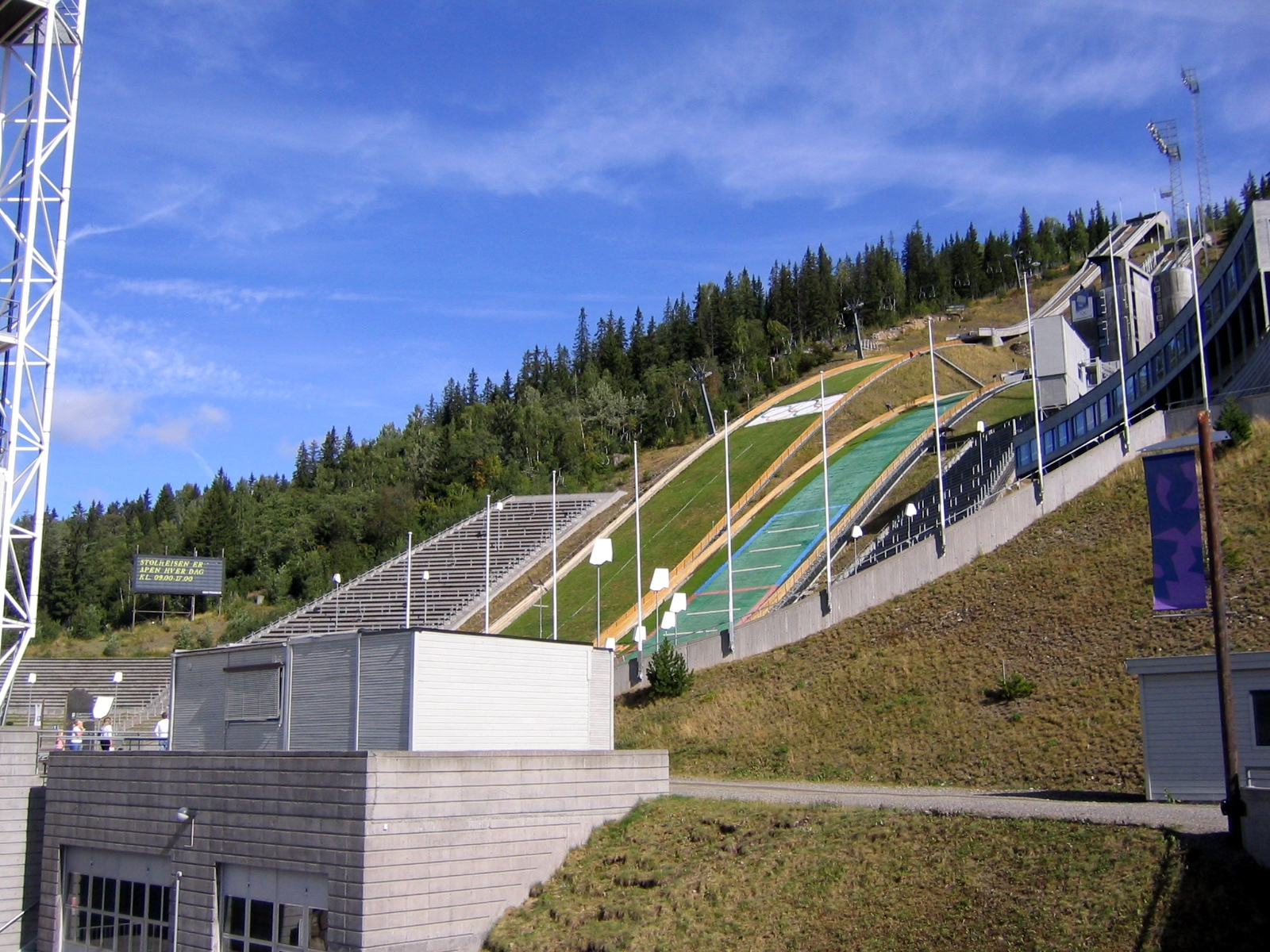
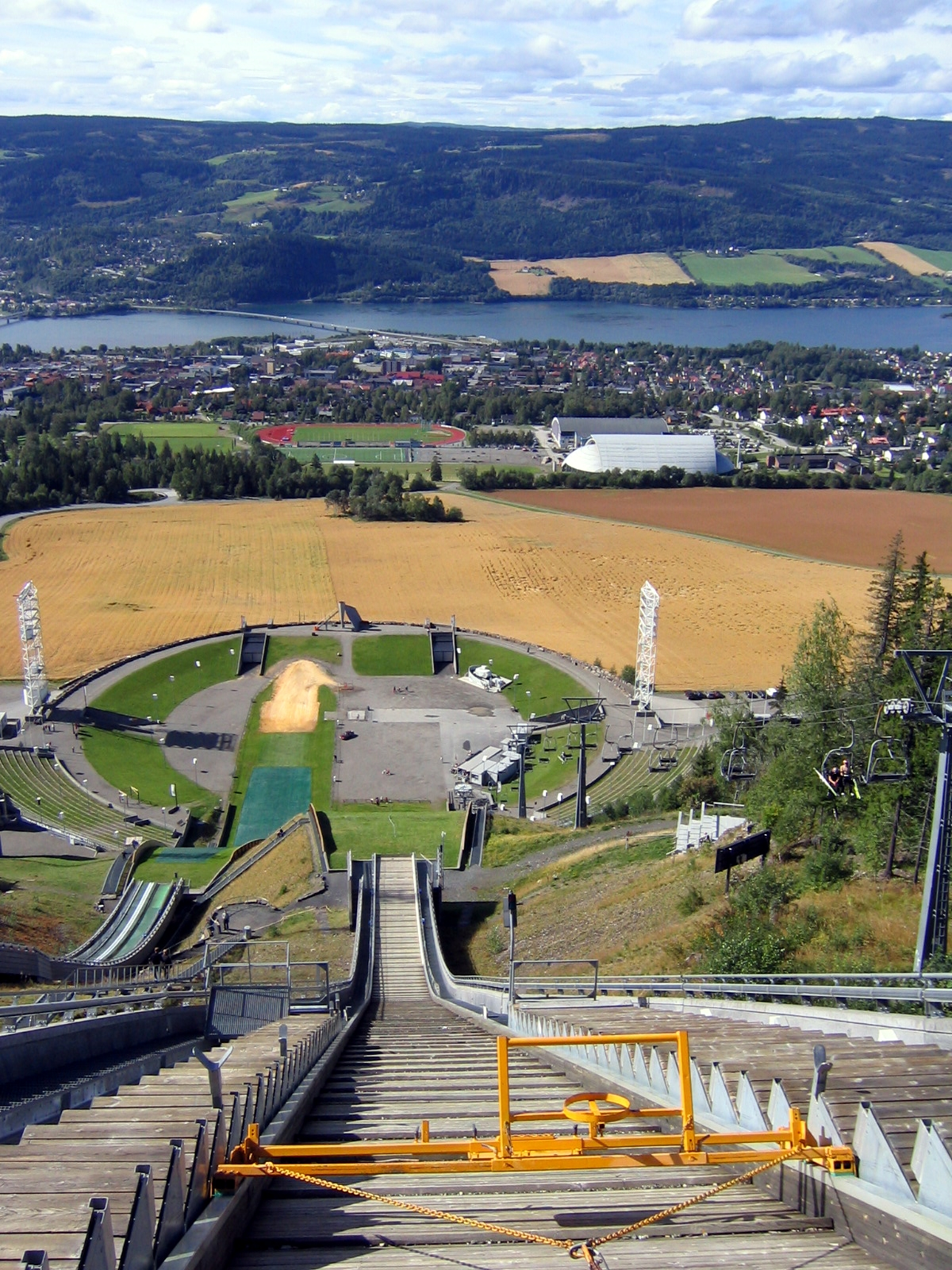
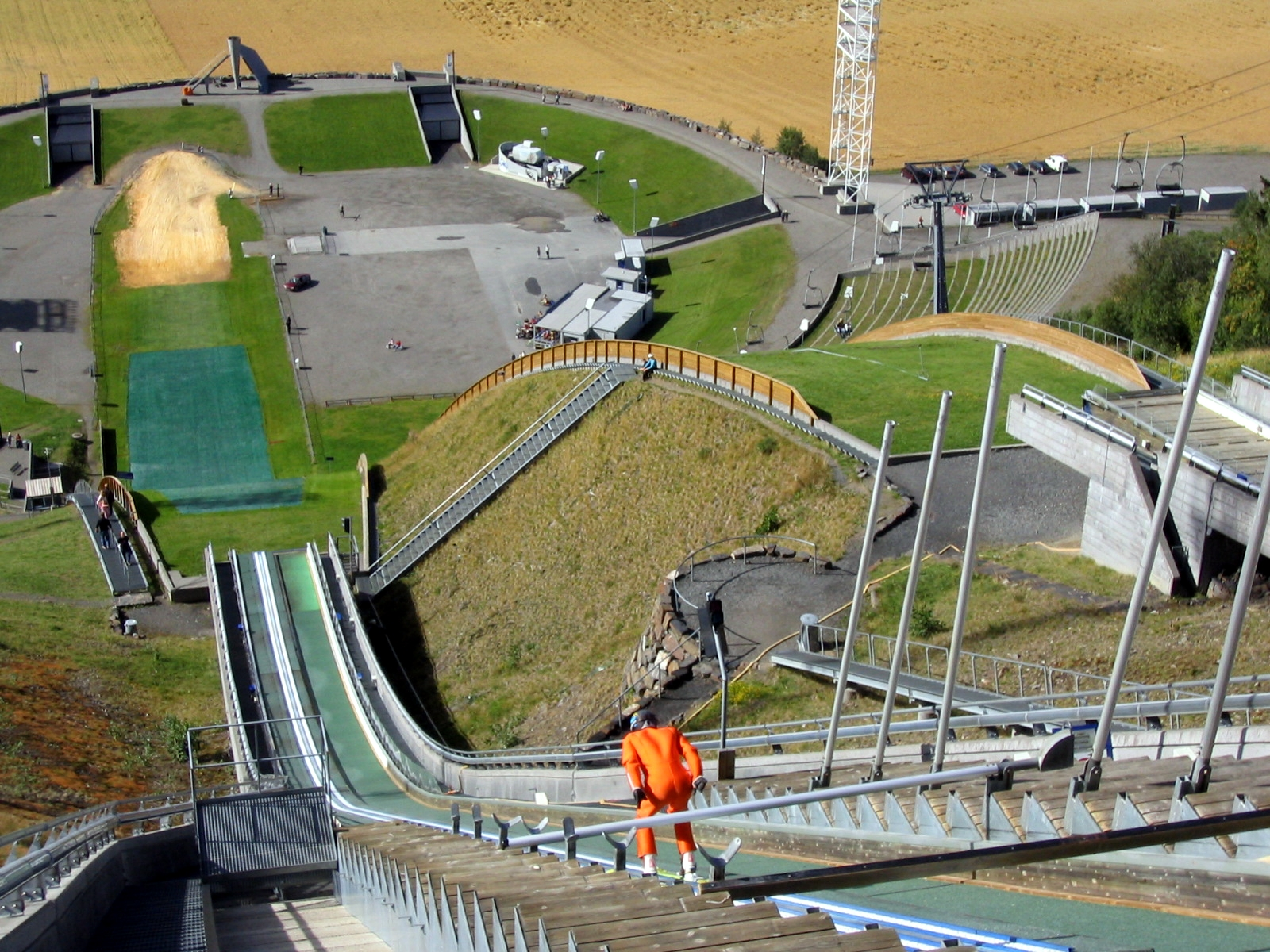